# Castello dei Laghi
Il castello dei Laghi venne edificato intorno al 1860 su committenza di Vittorio Emanuele II. Il complesso fa parte del Parco naturale La Mandria.

## Storia
L'edificio è posto al centro di tre laghi artificiali (Cristoforo, della Strada e Grande) da cui prende il nome, ed era in un'ottima posizione per praticare la pesca e la caccia agli uccelli migratori.
Cento anni più tardi dalla sua realizzazione venne acquistato dalla famiglia Bonomi Bolchini con la vendita promossa dal marchese Luigi Medici del Vascello, pronipote del garibaldino Giacomo Medici.
I giardini vengono progettati da Pietro Porcinai.
Nel 1995 la proprietà viene acquisita dalla Regione Piemonte.

## Nei media
Nel 2012 è stato utilizzato come set per la messa in diretta in tv dell'opera di Gioachino Rossini La Cenerentola.
Nel 2019 è stato utilizzato come principale location del film giallo The Nest (Il nido) di Roberto De Feo, interpretato da Francesca Cavallin.

## Architettura
L'architettura sembra ricordare un castello medievale e denuncia tramite la commistione di diversi stili architettonici l'eclettismo tipico della seconda metà del XIX secolo. Si presenta come una struttura riecheggiante, minimale, che si rifà ai castelli francesi, con una particolare forma ad "Y" e il fronte parzialmente nascosto.
Dopo l'acquisto da parte dei Bonomi Bolchini l'aspetto originario, caratterizzato da quattro torri di cui due merlate, venne ampliato e modificato, con la costruzione delle due ali sporgenti rispetto al corpo centrale. I cambiamenti coinvolsero anche i grandi giardini curati secondo nuove e più aggiornate architetture.